# Diagrama de pacotes
O Diagrama de pacotes, ou diagrama de módulos, definido pela UML, descreve os pacotes ou pedaços do sistema divididos em agrupamentos lógicos mostrando as dependências entre eles. Este diagrama é muito utilizado para ilustrar a arquitetura de um sistema mostrando o agrupamento de suas classes. Um pacote representa um grupo de classes (ou outros elementos). Os pacotes se relacionam com outros pacotes através de uma relação de dependência. 
Um diagrama de pacotes pode ser utilizado em qualquer fase do processo de modelagem e visa organizar os modelos.